# Bad Homburg Open 2023
Bad Homburg Open 2023 (còn được biết đến với Bad Homburg Open presented by Engel & Völkers vì lý do tài trợ) là một giải quần vợt nữ chuyên nghiệp thi đấu trên mặt sân cỏ ngoài trời tại TC Bad Homburg ở Bad Homburg, Đức, từ ngày 25 tháng 6 đến ngày 2 tháng 7 năm 2023. Đây là lần thứ 3 giải Bad Homburg Open được tổ chức và là một phần của WTA 250 trong WTA Tour 2023.

## Điểm và tiền thưởng

### Phân phối điểm
| Sự kiện | VĐ  | CK  | BK  | TK | Vòng 1/16 | Vòng 1/32 | Q  | Q2 | Q1 |
| Đơn nữ  | 280 | 180 | 110 | 60 | 30        | 1         | 18 | 12 | 1  |
| Đôi nữ  | 280 | 180 | 110 | 60 | 1         | —         | —  | —  | —  |

## Nội dung đơn

### Hạt giống
| Quốc gia | Tay vợt                | Xếp hạng1 | Hạt giống |
| -------- | ---------------------- | --------- | --------- |
| POL      | Iga Świątek            | 1         | 1         |
|          | Liudmila Samsonova     | 15        | 2         |
| CRO      | Donna Vekić            | 23        | 3         |
| EGY      | Mayar Sherif           | 31        | 4         |
| CAN      | Bianca Andreescu       | 35        | 5         |
| CHN      | Zhu Lin                | 39        | 6         |
| ITA      | Elisabetta Cocciaretto | 41        | 7         |
| FRA      | Varvara Gracheva       | 43        | 8         |
|          | Anna Blinkova          | 44        | 9         |

- 1 Bảng xếp hạng vào ngày 19 tháng 6 năm 2023.[2]

### Vận động viên khác
Đặc cách:
- Anna-Lena Friedsam
- Sonay Kartal
- Sabine Lisicki

Bảo toàn thứ hạng:
- Jaqueline Cristian
- Evgeniya Rodina

Thay thế:
- Emma Navarro

Vượt qua vòng loại:
- Kateryna Baindl
- Claire Liu
- Jil Teichmann
- Maryna Zanevska

Thua cuộc may mắn:
- Lena Papadakis
- Nadia Podoroska
- Katie Volynets

### Rút lui
- Ekaterina Alexandrova → thay thế bởi  Viktoriya Tomova
- Victoria Azarenka → thay thế bởi  Evgeniya Rodina
- Anna Kalinskaya → thay thế bởi  Emma Navarro
- Alycia Parks → thay thế bởi  Lena Papadakis
- Sloane Stephens → thay thế bởi  Rebeka Masarova
- Donna Vekić → thay thế bởi  Nadia Podoroska
- Zhu Lin → thay thế bởi  Katie Volynets

## Nội dung đôi

### Hạt giống
| Quốc gia | Tay vợt           | Quốc gia | Tay vợt              | Xếp hạng1 | Hạt giống |
| -------- | ----------------- | -------- | -------------------- | --------- | --------- |
| CHI      | Alexa Guarachi    | NZL      | Erin Routliffe       | 88        | 1         |
|          | Yana Sizikova     | BEL      | Kimberley Zimmermann | 90        | 2         |
| SVK      | Tereza Mihalíková | JPN      | Makoto Ninomiya      | 101       | 3         |
| UKR      | Nadiia Kichenok   | POL      | Alicja Rosolska      | 107       | 4         |

- 1 Bảng xếp hạng vào ngày 19 tháng 6 năm 2023.

### Vận động viên khác
Đặc cách:
- Sara Errani /  Nadia Podoroska
- Anna-Lena Friedsam /  Vivian Heisen

## Nhà vô địch

### Đơn
- Kateřina Siniaková đánh bại  Lucia Bronzetti, 6–2, 7–6(7–5)

### Đôi
- Ingrid Gamarra Martins /  Lidziya Marozava đánh bại  Eri Hozumi /  Monica Niculescu, 6–0, 7–6(7–3)